# Circuit de Mandalika
El circuit de Mandalika, anomenat oficialment, en anglès, Pertamina Mandalika International Street Circuit, és un circuit de curses situat a la zona turística de Mandalika de l'illa de Lombok, part de la província de les Illes Petites de la Sonda Occidentals d'Indonèsia. El circuit es va inaugurar amb sengles rondes de l'Asia Talent Cup i del Campionat del Món de Superbike a finals de 2021, a les quals van seguir el Gran Premi d'Indonèsia de motociclisme el 2022. A l'octubre de 2023, Mandalika va obtenir la llicència de grau 2 de la FIA.

## Característiques
Tot i tractar-se d'un circuit construït expressament, amb àmplies escapatòries, s'autodefineix com a circuit urbà (street circuit) pel fet que algunes de les seves parts es podrien fer servir en el futur tot permetent l'accés normal del trànsit a les noves instal·lacions del complex. El cap de Dorna Sports, Carmelo Ezpeleta, va confirmar el 2019: «Sempre hem dit que no correm pas en un circuit urbà...»
Hi ha un projecte de clúster esportiu i d'entreteniment de 120 ha que inclou la construcció d'hotels i altres instal·lacions al complex.

## Història

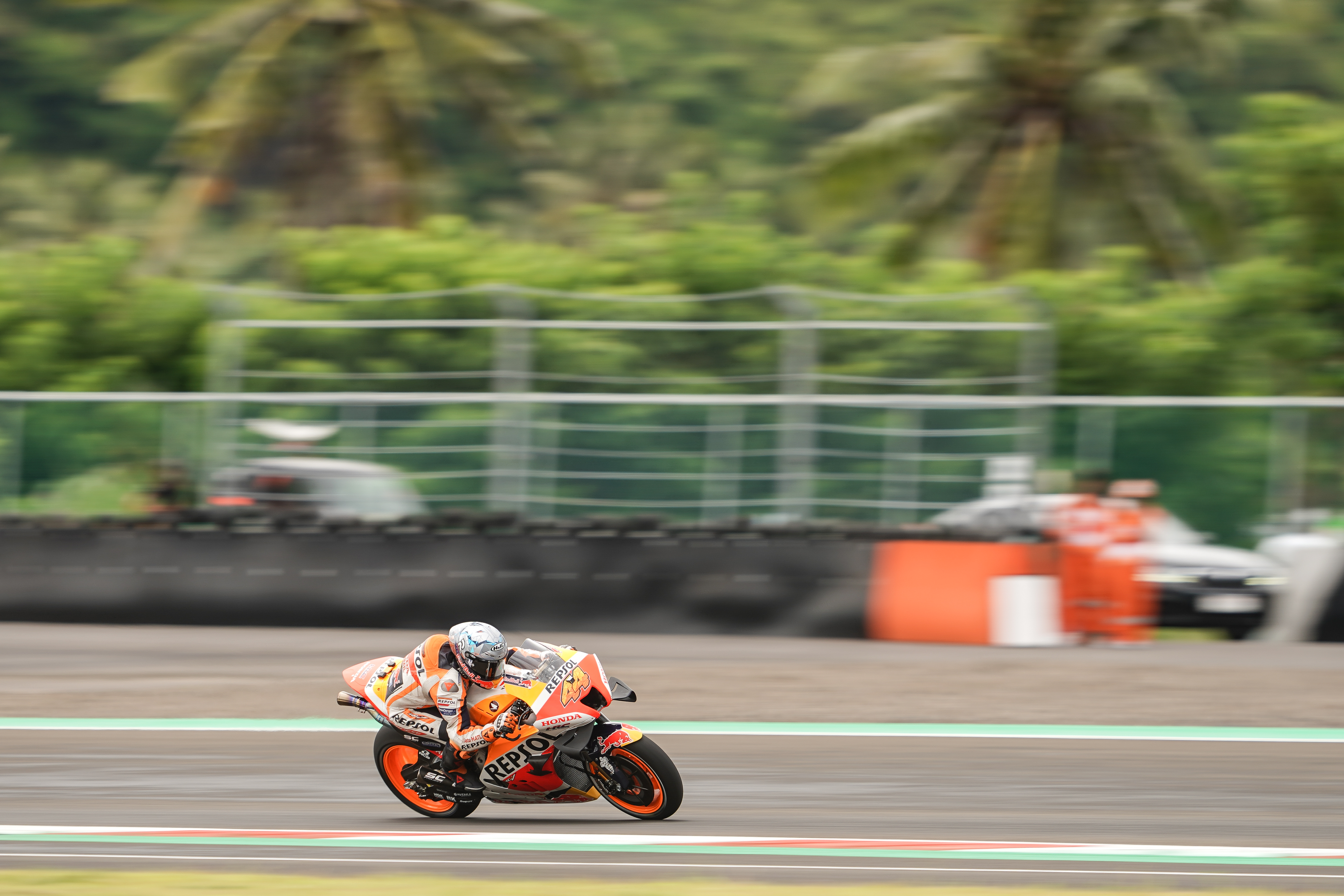
Pol Espargaró al GP d'Indonèsia de 2022

Acabat de construir el 2021, el circuit pren el nom del complex turístic de Mandalika, en el qual està integrat. Es va inaugurar el 12 de novembre de 2021 i la primera prova que va acollir va ser el Gran Premi de Mandalika del campionat del Món de Superbike.
Des del 2022 és la seu del Gran Premi d'Indonèsia, constituint la segona cursa del calendari del mundial de motociclisme. A la primera edició hi van guanyar Miguel Oliveira (KTM) a MotoGP, Somkiat Chantra a Moto2 (la primera victòria d'un tailandès) i Dennis Foggia a Moto3. La temporada del 2023, el Gran Premi se situà cap al final del calendari i els guanyadors en varen ser Francesco Bagnaia a MotoGP, Pedro Acosta a Moto2 i Diogo Moreira a Moto3 (la primera victòria d'un brasiler en un Gran Premi en divuit anys).